# Kokologho (département)
Cet article concerne le département et la commune rurale. Pour le village chef-lieu, voir Kokologo.
Kokologho (parfois orthographié Kokologo) est un département et une commune rurale de la province du Boulkiemdé, situé dans la région du Centre-Ouest au Burkina Faso.

## Géographie

### Démographie
- En 2003, le département comptait 40 621 habitants estimés[2].
- En 2006, le département comptait 39 003 habitants recensés[3].
- En 2019, le département comptait 51 385 habitants recensés[1].

## Administration

### Villages
Le département et la commune de Kokologho ou Kokologo est administrativement composé de dix villages, dont le village chef-lieu homonyme (données de population consolidées en 2012, issues du recensement général de la population de 2006) :
- Basziri (1 961 habitants)
- Douré (2 943 habitants)
- Goulouré (4 801 habitants)
- Kokologho (ou Kokologo) (14 194 habitants), chef-lieu
- Koulnatenga (710 habitants)
- Manèga (1 809 habitants)
- Nidaga (1 620 habitants)
- Pitmoaga (3 634 habitants)
- Sakoinsé (6 324 habitants)
- Sam (1 007 habitants)